# Yeniugou (sockenhuvudort i Kina, Qinghai Sheng, lat 38,43, long 99,52)
Yeniugou (kinesiska: 野牛沟, 野牛沟乡) är en sockenhuvudort i Kina. Den ligger i provinsen Qinghai, i den nordvästra delen av landet, omkring 280 kilometer nordväst om provinshuvudstaden Xining. Antalet invånare är 2 747. Befolkningen består av 1 289 kvinnor och 1 458 män. Barn under 15 år utgör 19,0 %, vuxna 15-64 år 77 %, och äldre över 65 år 3,0 %.
Runt Yeniugou är det mycket glesbefolkat, med 3 invånare per kvadratkilometer. Trakten runt Yeniugou består i huvudsak av gräsmarker.
Genomsnittlig årsnederbörd är 548 millimeter. Den regnigaste månaden är augusti, med i genomsnitt 138 mm nederbörd, och den torraste är december, med 3 mm nederbörd.